# Cyrus West Field
Cyrus West Field (Stockbridge, 30 novembre 1819 – New York, 12 luglio 1892) è stato un imprenditore statunitense, noto per aver progettato e posato il primo cavo sottomarino transatlantico.

## Biografia
Cyrus West Field nacque in una famiglia colta. Suo padre David Dudley Field (1781-1867) era un ecclesiastico e storiografo degli Stati Uniti; dei suoi fratelli, il maggiore David Dudley II (1805-1894) fu un importante giurista, Stephen Johnson (1816-1899), anch'egli giurista, divenne giudice della Corte suprema degli Stati Uniti, il minore Henry Martyn (1822-1907) fu un teologo.
Dopo aver diretto una cartiera, Field si interessò alla telegrafia sottomarina. Nel 1854 fu uno dei fondatori della New York, Newfoundland and London Telegraph Company, una società costituita per realizzare la posa di cavi sottomarini al di sotto dell'Oceano Atlantico. Due anni dopo contribuì a organizzare l'Atlantic Telegraph Company, una società britannica avente gli stessi obiettivi. Nel mese di agosto 1857 venne fatto il primo di numerosi tentativi falliti di posa dei cavi. Il successo fu raggiunto infine nel luglio 1866, e Field fu celebrato in entrambe le sponde dell'Atlantico. In seguito (1871) organizzò la posa del cavo fra San Francisco e le isole Hawaii.
Più tardi si impegnò in altre imprese industriali e finanziarie. Nel 1877 acquistò il controllo della New York Elevated Railroad Company (la ferrovia sopraelevata di New York) di cui fu presidente e per i successivi tre anni. Si associò inoltre a Jason Gould nella costruzione della Wabash Railroad (la linea ferroviaria nella parte centrale degli Stati Uniti); divenne poi proprietario di un giornale di New York, il Mail and Express. Negli ultimi anni, tuttavia, Field subì pesanti perdite finanziarie.